# Họ Bọ hung
Scarabaeidae (tên tiếng Anh: Scarab beetles, thường gọi là Họ Bọ hung) là một họ bọ cánh cứng với hơn 30.000 loài phân bố trên toàn cầu. Việc phân loại họ này chưa ổn định, với nhiều lý thuyết khác nhau và một số đề xuất mới cũng đã được nêu ra. Một số phân họ được liệt kê ở đây có thể sẽ không tồn tại lâu trong họ này vì chúng có thể được giáng xuống cấp thấp hơn. Các họ khác đã được tách ra, và gần như được chấp nhận rộng rãi trên toàn cầu (như Pleocomidae, Glaresidae, Glaphyridae, Ochodaeidae, Geotrupidae, Bolboceratidae)